# معالجة مياه الصرف بواسطة نباتات الأراضي الرطبة

## معالجة مياهالصرف بنباتات الأراضي الرطبة (Wet land) - الأراضي الرطبة المنشئة
1 - مقدمة عن المعالجات الطبيعية لمياه الصرف
إن أنظمة المعالجة الطبيعية لمياه الصرف تتضمن الكثير مما يستعمل في الأنظمة الميكانيكية الأخرى مثل الترسيب والترشيح ونقل الغازات (حركة الأوكسجين) والامتزاز والتبادل الأيوني والترسيب الكيميائي والأكسدة الكيميائية والتحولات البيولوجية وقابلية التحليل.إضافة لأنظمة طبيعية مثل التركيب الضوئي photo synthesis والأكسدة الضوئية photo oxidation . وإضافة لكون نظام المعالجة الطبيعية هو نشاط طبيعي فيمكن أن يحقق غاية أخرى هي إزالة الملوثات من مياه الصرف. إذاً حوض المعالجة هو معالجة للملوثات ضمن نشاط طبيعي، عكس المعالجات الميكانيكية، حيث عمليات المعالجة تتابع في أحواض منفصلة وفعاليتها تتبع نسبة الطاقة المستهلكة[7].
وتصنف هذه الطرق:
(1 - 1) أنظمة الترشيح البطيئة. Slow Rate system.
حيث يتم توزيع مياه الصرف ضمن قنوات طبيعية (أو بالرش)على تربة مزروعة بنباتات مناسبة، وتنفذ المياه بشكل بطيء في التربة.
(1 - 2) أنظمة الترشيح السريعة في التربة. Rabid in filtration.
في المعالجة بالترشيح السريع جزء من المياه يتبخر وجزء يتسرب إلى المياه الجوفية من خلال التربة التي تقوم بأعمال الترشيح والمعالجة البيولوجية بمساعدة البكتريا الموجودة في التربة حيث يعاد سحبها للاستفادة منها.
(1 - 3) أنظمة التدفق فوق الأرض. overland flow الشكل (1-3-1).
يتم توزيع مياه الصرف المعالجة بشكل أولي بواسطة مرشات أو بالراحة على ارض مائلة مزروعة وتجمع المياه في قنوات جمع الأمطار أسفل المنحدر، وتستعمل عادة في مناطق تكون فيها السطوح قليلة النفوذية، وتحدث المعالجة أثناء جريان الماء خلال جذوع النبات والتعرض للضوء والرياح (يحدث تسرب بطيء في التربة وجزء من الماء يتبخر).
وهي طرق لمعالجة مياه الصرف باستخدام طبقات حصوية ورملية تزرع فيها نباتات خاصة وبهذا الترتيب وبمساعدة البكتريا المشكلة على الجذور في التربة ومع وجود الاوكسجين يتم معالجة الملوثات الموجودة في مياه الصرف.
الشكل (1-3-1) أنظمة التدفق فوق الأرض (من (UNEP)

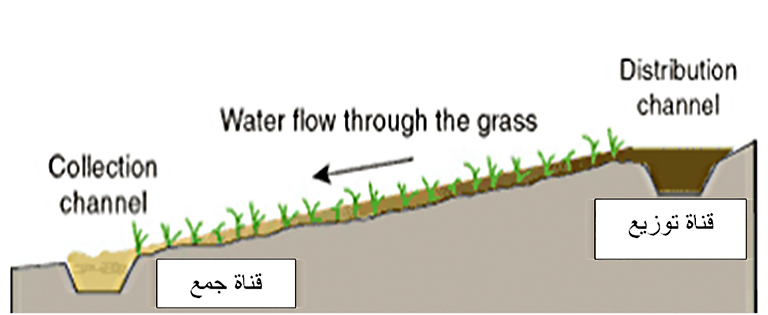
الشكل (1-3-1) أنظمة التدفق فوق الأرض من (UNEP)

2 - طرق معالجة مياه الصرف بالأراضي الرطبة.
الشكل (2-1)أشهر طرق المعالجة بالنباتات وهي:

1 - التدفق السطحي: مياه صرف سطحها حر وتدعى /FWS/ free water surface.

2 - التدفق تحت سطحي ((SF. subsurface flow وهو جريان المياه في تربة نفوذه وهي على نوعين:

1 - التدفق الجبهي.

2 - التدفق الشاقولي.
الشكل (2-1)أشهر طرق المعالجة بالأراضي الرطبة[2]
2 - 1. المعالجة الأولية.
- استلام مياه الصرف: بما أن محطات المعالجة بالنباتات صغيرة فعادة تمرر مياه الصرف بحفرة تدعى خزان التحلل (Septic tank) وهي معالجة أولية لمياه الصرف ومنها إلى المعالجة بالأراضي الرطبة، ويتم في هذه المرحلة ترسيب المواد الصلبة والثقيلة وفصل الزيوت والشحوم وتخفيض الأحمال المختلفة.
ملاحظة: في المحطات الأكبر يجب معالجة مياه الصرف معالجة ابتدائية وأولية اللازمة لإزالة المعلقات الخشنة والرمال والزيوت لأنها تسبب انسداداً أكيدا في المادة الوسيطة وتوقف عمل المحطة.
2 - 2. أنواع الأراضي الرطبة.
1 - التدفق السطحي. Surface Flow Wetland.
مياه الصرف تتدفق حرة على طول السطح 
الشكل (2-2-1) حيث يتم ترسيب المواد الصلبة
وتبقى المواد العضوية على تماس مع البكتيريا
التي هي على سطح المادة الوسيطة (التربة)
أو البحص ومع النباتات (الجذوع). 
الشكل (2-2-1) التدفق السطحي [1]

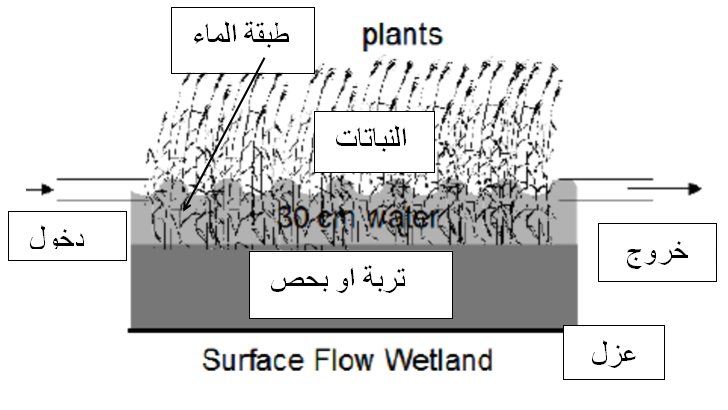
الشكل (2-2-1)التدفق السطحي (1)

2 - التدفق تحت السطحي الأفقي. ((SHFW Subsurface Horizontal Flow Wetland.
يملأ الحوض بمواد وسيطة media تسمح برشح الماء الذي يتحرك افقياً، الشكل (2-2-2), وينصح باستعمال البحص قياس /5-10/ملم. وفي المدخل والمخرج نضع بحص كبير (حجر)للتأكد من توزيع المياه، وتخرج المياه من قسطل عند المخرج.
الشكل (2-2-2)يوضح مقترح تصميم وأبعاد حوض ((SHFW[من1]

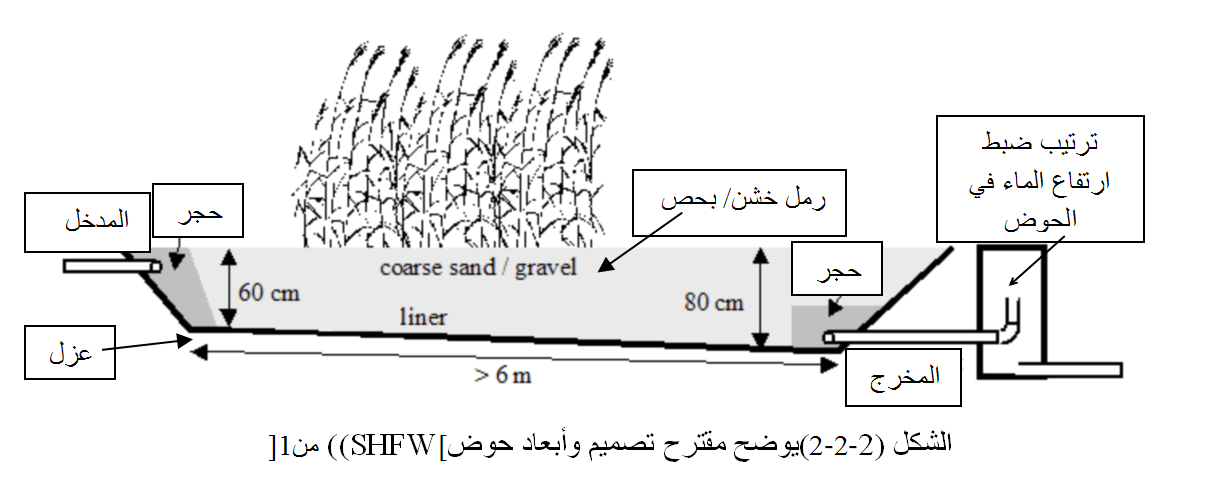
الشكل(2-2-2) يوضح مقترح تصميم وأبعاد حوض (SHFW) من (1)

3 - التدفق الشاقولي. Subsurface Vertical Flow Wetland.
تطبق هذه الطريقة 2-4 مرات يومياً على سطح المادة الوسيطة وذلك بالضخ وإعادة التدوير عدة مرات، حيث ترشح المياه رويدا رويدا باتجاه الأسفل مارةً على الجذور وعلى المادة الوسيطة المحملة بالبكتيريا، الشكل (2-2-3) [1] التدفق الشاقولي ضمن مادة وسيطة هي الرمل. ملاحظة: بشكل رئيسي تكون المعالجة في هذا النموذج هوائية.
الشكل (2-2-3)التدفق الشاقولي ضمن مادة وسيطة

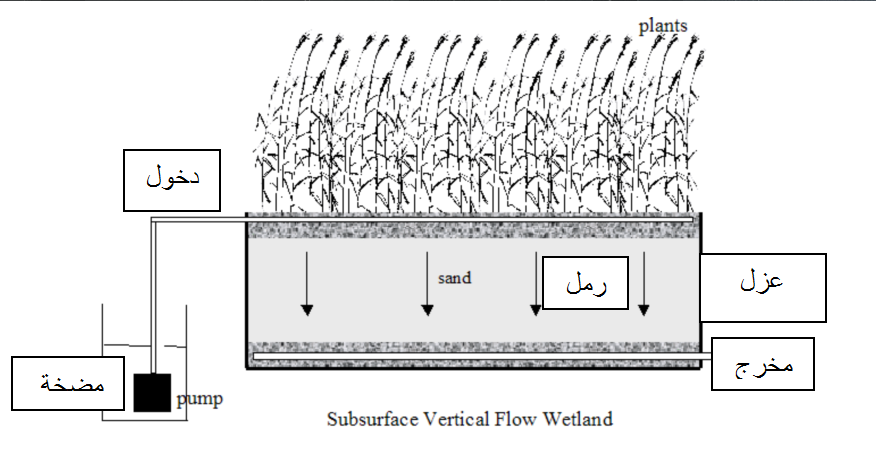
الشكل (2-2-3) التدفق الشاقولي ضمن مادة وسيطة

2 - 3. ضوابط التصميم-أبعاد محطات المعالجة بالنباتات.
 1 - التدفق السطحي ضوابط التصميم:
- /10-20/ م2 لكل شخص مكافئ p.e.
- العمق /10-50/ سم.
- زمن المكوث الهيدروليكي 10 أيام.
- الأبعاد المقترحة (4/1 L/W=)كحد أدنى.

 2 - التدفق تحت السطحي الأفقي. ((SHFW.

```
- ضوابط التصميم
```

- (10-5)m2/pe تقريبا، وحسب درجة الحرارة.
- العرض 5 م والطول الأعظمي 15 م.
- سطح الأرضية يميل 1%.
- عمق المدخل كحد أدنى 0.6 ± م.
- عمق المخرج الأعظمي حتى /0.8 م/.
- العمق الأدنى /0.3 م/.

مساحة ال (WT.L) لمفترش (مثلا القصب) تعتمد على كمية التخفيض لل (BOD5), من[6]:
Ah = Qd (InCo – InCt)/KBOD
- :Ah سطح الأراضي الرطبة م2.
- Qd : التدفق الوسطي اليومي م3/يوم.
- BOD5 : Co الوسطي اليومي ملغ/لتر الداخل.
- BOD5 :Ct لمياه الصرف بعد المعالجة.
- KBOD ثابت (m/d) ويؤخذ عادة (0.1).
- يعتمد عادة K=0.1 للصيف وK=0.067 للشتاء.

3 - التدفق الشاقولي.

```
- ضوابط التصميم
```

- يحتاج { (5-3)m2/pe} تقريبا، وحسب درجة الحرارة.
- عمود التسرب الحد الأدنى 0.6 والعمق الكلي من (1-1.2) م
- التحميل الهيدروليكي: Min: 25L/m3/d - Max : 60 L/m2.d
- ورقم 60 L/m2.d يستعمل حين نحتاج لتدوير المياه.
- (يقترح مقطع على الشكل التالي من[1] 20سم بحص في الاعلى -80 سم رمل في الوسط -20 سم بحص في الاسفل)

2-4. المفترش الحامل للبكتيريا (الميديا). Media.

1 - الرمل:sand
حجم الحبيبات: من (0.05-2) ملم بحيث:
في التدفق الأفقي: الأبعاد من (0.63-2) ملم.

في التدفق الشاقولي: تكون على الشكل التالي:

أقل من نسبة 10% > 0.06 ملم - وأقل من نسبة 10% < 0.63 ملم.

نسبة الغضار اقل من 10% وإلا حدث انسداد (Clogging).

- يمكن وضع قش في الطبقة السفلية (التدفق الشاقولي) للمساعدة في منع الانسداد.
2 - البحص. Gravel:

 أ- أصله طبيعي بحري أو نهري:

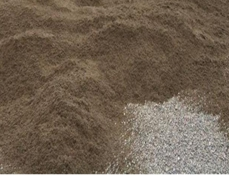
الرمل Sand

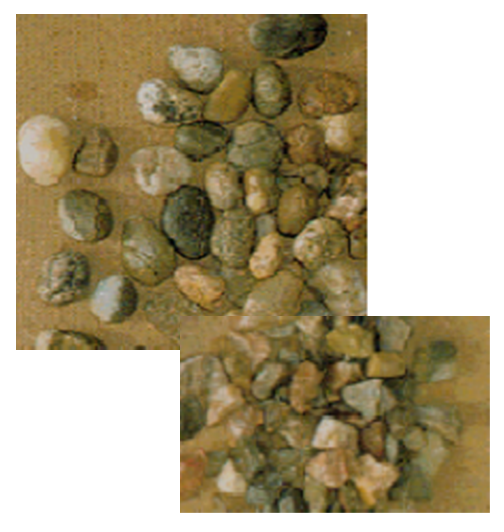
البحص Gravel

- الأبعاد من /2-63/ملم، والأطراف ناعمة ومدورة.

- البحص الناعم/ 2-6.3/ ملم للتدفق الأفقي.

- يوضع بحص خشن في مدخل ومخرج التدفق الشاقولي.

　　　ب- (حجر مكسر) من الكسارات:

- الحجر المكسر المستعمل يكون حاد الأطراف.

- يستعمل في مدخل ومخرج وحدة التدفق الأفقي في الأراضي الرطبة.
2 - 5. الناقلية الهيدروليكية. Hydraulic conductivity.

محطات المعالجة بنبات القصب تبنى عادة في تربة ناقليتها الهيدروليكية حوالي 3-10×3 م/ثا (تقاس مخبريا) والناقلية الهيدروليكية تزداد مع الزمن فالمجموعة الجذرية تشكل قنوات تبقى مفتوحة وخصوصا بعد موت الجذور وذبولها حيث تتشكل مسامات داخل جسم الأراضي الرطبة ونلاحظها بشكل واضح بعد 5 سنوات.
2 - 6. المدخل. inlet .

1 - المدخل في الأراضي الرطبة ذات التدفق الأفقي. Subsurface horizontal flow:

1 - نضع في المدخل مادة حصوية مؤلفة من بحص خشن حجر مكسر من / 40- 80 / ملم على طول /1-2/ م (نضع شبك أو سلة لتثبيت البحص مكانه) الشكل (2-6-1).
2 - يتم توزيع المياه بالضخ أو بالثقالة، وبشكل موحد على عرض الحوض.
3 - توضع قساطل مثقبة منP.V.C. قطرها /50-75/ ملم بفتحات من /10-15/ ملم والبعد بينها /150/ ملم.
الشكل (2-6-1) المدخل في الأراضي الرطبة ذات التدفق الأفقي'

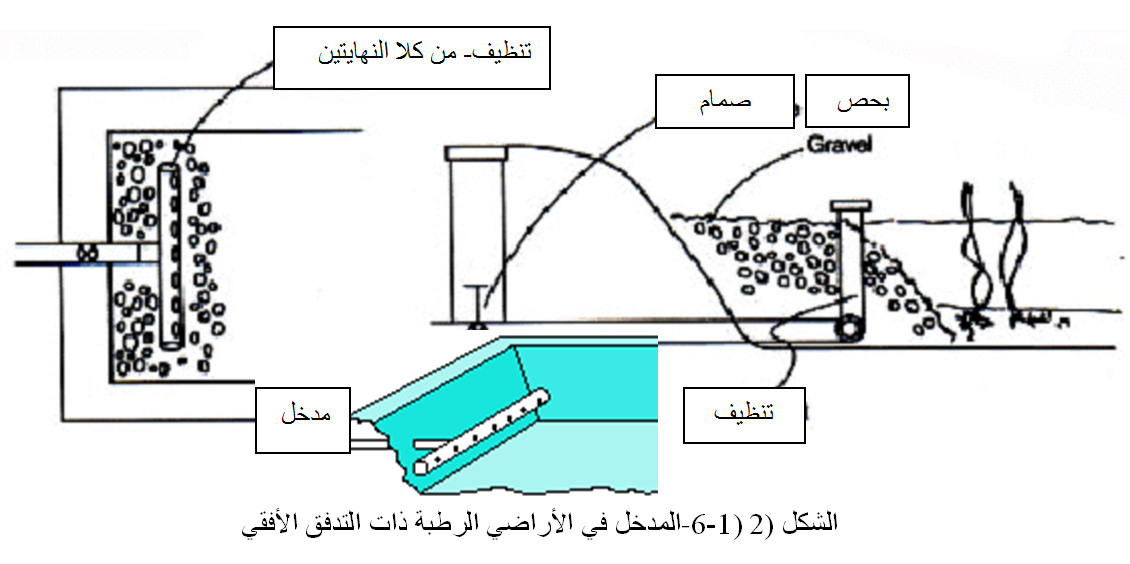
الشكل (2-6-1)المدخل في الأراضي الرطبة ذات التدفق الأفقي

2 - المدخل في الأراضي الرطبة ذات التدفق الشاقولي. Subsurface Vertical Flow الشكل (2-6-2).

1 - البحص المستعمل لتوزيع المياه /20/ سم. يتم توزيع الماء على سطح البحص أو القساطل داخل البحص.
2 - يتم توزيع المياه عن طريق عمل نظام ضخ.
3 - غرفة الضخ 50%من التدفق اليومي كحد أدنى.
4 - كمية الجرعات (التدفق لكل حوض) من /2-4/ مرات في اليوم عن طريق (ميقاتيات).
5 - يتم توزيع كل الكمية المخصصة خلال /5-10/ دقائق ويجب أن يكون على أساس ذلك حساب التدفق والرفع.. 
6 - قساطل التوزيع من (P.V.C) بقطر/32-40/ ملم وأقطار الفتحات /6-10/ ملم.
7 - البعد بين الفتحات الموزعة للمياه، 1 فتحة لكل /1/ م2 من الأراضي الرطبة.
8 - البعد بين القساطل الموزعة للمياه 1م.
الشكل (2-6-2) امثلة على نظام توزيع المياه الداخلة في التدفق الشاقولي
2 - 7. المخرج outlet.

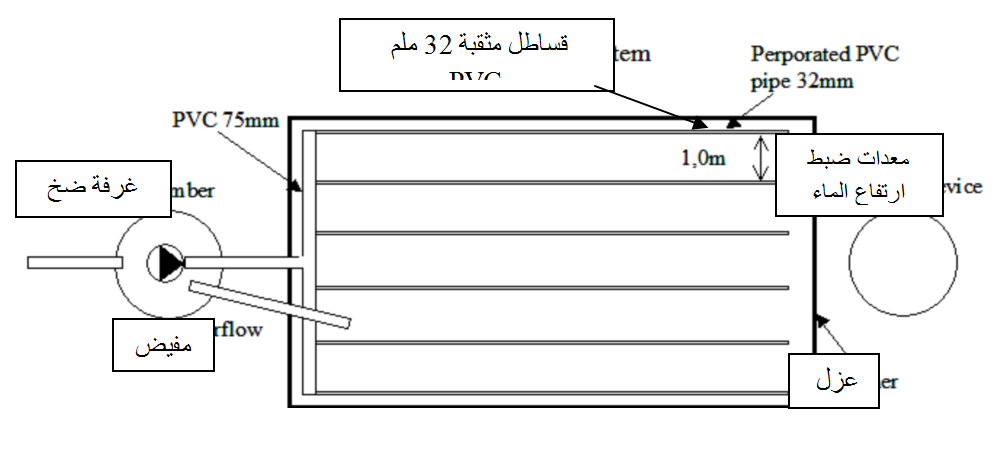
الشكل (2-6-2)امثلة على نظام توزيع المياه الداخلة في التدفق الشاقولي (أ)

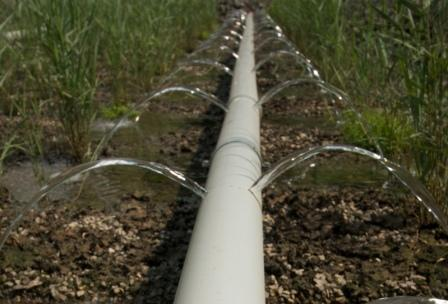
الشكل (2-6-2)امثلة على نظام توزيع المياه الداخلة في التدفق الشاقولي (ب)

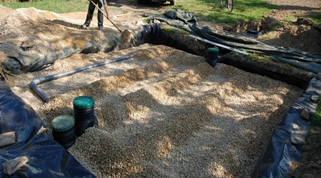
الشكل (2-6-2)امثلة على نظام توزيع المياه الداخلة في التدفق الشاقولي (ت)

 1 - المخرج في الأراضي الرطبة ذات التدفق الأفقي. Subsurface Horizontal Flow. الشكل (2-7-1).
1 - المادة الوسيطة من البحص الخشن من/40-80/ ملم على طول /0.5-1/م مع حاجز شبك لمنع حركة البحص.

2 - منسوب المياه يحدد بمنسوب قسطل مرفوع في غرفة تفتيش المخرج وارتفاعه أخفض من منسوب المادة الوسيطة.
2 - المخرج في الأراضي الرطبة التدفق الشاقولي. Subsurface Vertical Flow.

الشكل (2-7-2) مقطع ومسقط في احواض الأراضي الرطبة - التدفق الشاقولي، ويوضح توزيع شبكة الدخول والخروج لمياه الصرف، كما يبين مقترح لطبقات الحماية والعزل للجدران والارضية.
الشكل (2-7-1) يوضح ترتيبات المخرج في التدفق الأفقي

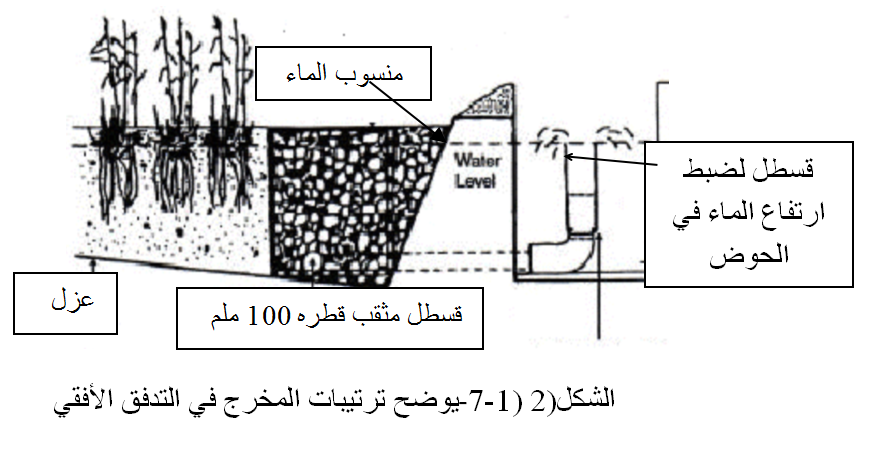
الشكل(2-7-1) يوضح ترتيبات المخرج في التدفق الأفقي

الشكل (2-7-2) مسقط ومقطع في حوض التدفق الشاقولي من (1)(6)

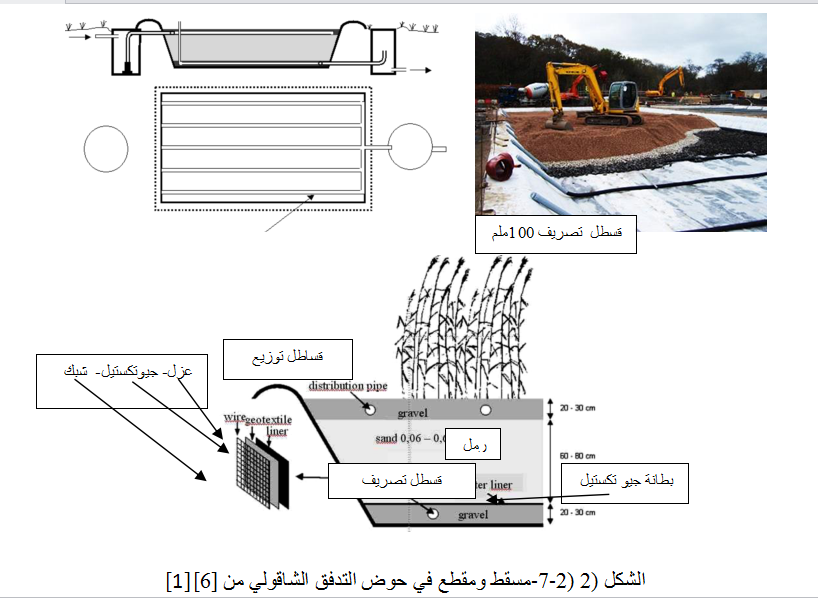
الشكل(2-7-2)مسقط ومقطع في حوض التدفق الشاقوليمن (1) (6)

1 - قسطل التصريف قطره /100/ملم يوضع في أرضية الحوض.ويمكن أن يُلف بطبقة خاصة لمنع انسداد الثقوب،

```
 سماكة البحص /20/سم، ويمكن ان يغطي بطبقة من الجيوتكستيل.
```

2 - قساطل التصريف تعمل على نقل المياه خارج الأراضي الرطبة، ومنسوب المياه يحدد من قبل قسطل التصريف

```
 المرفوع للأعلى الذي يضبط ارتفاع الماء في الحوض.
```

3 - منسوب المياه يحدده المخرج وارتفاعه حوالي /40/سم فوق الأرضية أي ارتفاع الماء من الأرضية،

```
 (20 بحص+ 20سم ماء فوق البحص السفلي). وذلك لتحقيق إمكانية حدوث إزالة النتروجين 

 denitrification والعمليات اللاهوائية الأخرى.
```

2 - 8. نباتات الأراضي الرطبة. plants.

2 - 8 - 1. تصنف النباتات.

تصنف النباتات المستعملة في الأراضي الرطبة إلى نباتات

تعيش في وسط مائي فقط ونباتات تعيش جذورها في تربة

ضمن الماء، نسمي الأولى Hydrophytes والثانية

Helophytes الشكل (2-8-1-1).
الشكل (2-8-1-1) النباتات في الأراضي الرطبة

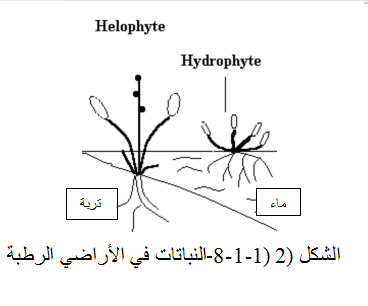
الشكل (2-8-1-1)النباتات في الأراضي الرطبة

2 - 8 - 2. فوائد استعمال النباتات في الأراضي الرطبة.
- جذور النباتات تزيد من السطوح المتوفرة لمستعمرات البكتيريا. ويتم الحفاظ على ممرات هيدروليكية في الطبقات.
- يصدر من الجذور أوكسجين محدود يسهم في توفير أكسدة هوائية. ويتم تمثيل PوN (بشكل محدود).
- منظر جمالي لمحطة المعالجة.

2 - 8 - 3. أنواع النباتات.

تستعمل أنواع مختلفة من النباتات المائية في الأراضي الرطبة ونسمي منها:
القصب الشائع) Common Reeds), cattails, rushes, bulrushes, sedges.
الشكل (2-8-3-1) يبين صور لأنواع من النباتات تستعمل في الأراضي الرطبة.
الشكل (2-8-3-1) صور للنباتات المستعملة في الأراضي الرطبة[1]
2 - 8 - 3 - 1. اختيار النباتات.

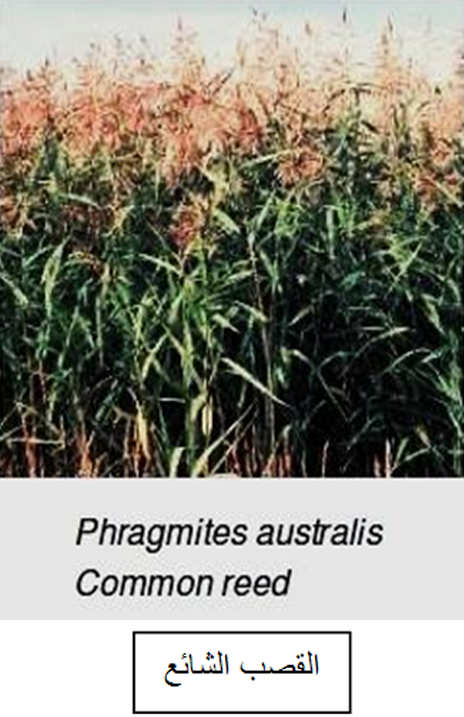
الشكل (2-8-3-1) صور للنباتات المستعملة في الأراضي الرطبة (1)

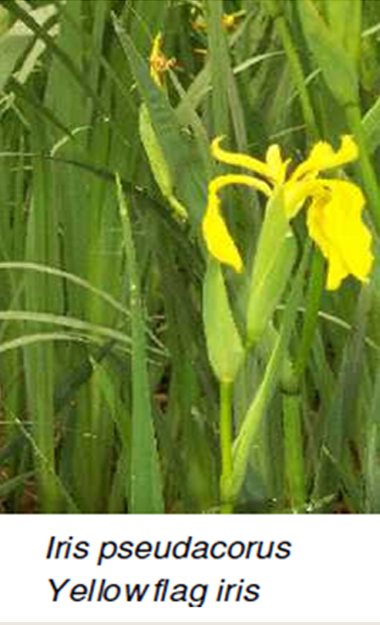
الشكل (2-8-3-1) صور للنباتات المستعملة في الأراضي الرطبة (1) (ب)

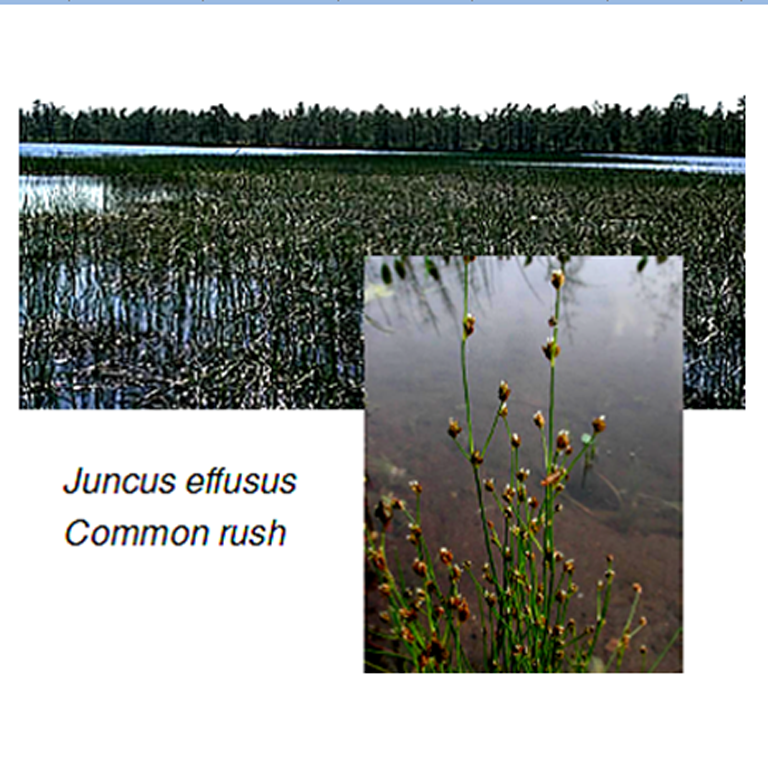
الشكل (2-8-3-1) صور للنباتات المستعملة في الأراضي الرطبة (1) (ت)

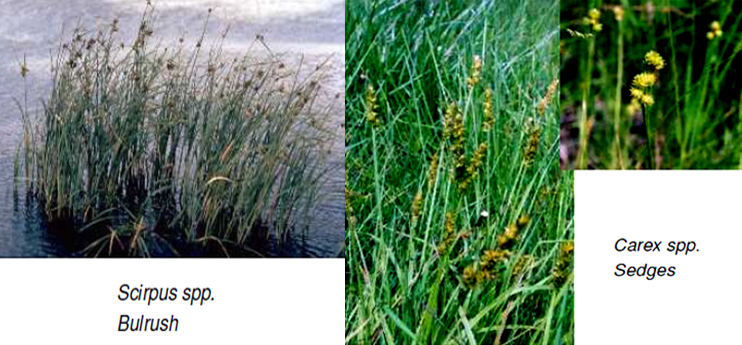
الشكل (2-8-3-1) صور للنباتات المستعملة في الأراضي الرطبة (1) (ث)

- يجب اختيار النباتات التي تنمو في البيئة الطبيعية في المنطقة.
- يجب أن تكون من النوع الذي ينمو حالما يتم زرع مجموعة جذرية منه.
- يؤخذ في الاعتبار الكتلة الحيوية للنبات وكثافة ساق النبات.
- يمكن المزج بين نوعين من النباتات لتغطي أعماق مختلفة من المياه.

القصب الشائع: Phragmites australis (Common reeds):

يعتبر القصب الشائع الأكثر انتشاراً في بناء الأراضي الرطبة حيث ينتشر على ضفاف الأقنية والبحيرات والأنهر (يدعى الذل باللغة الدارجة في بعض البلدان العربية) وفيما يلي بعض مواصفاته التصميمية:
1. المجموعة الجذرية تنفذ شاقوليا ولعمق /20- 100/سم، وسطياً 60 سم.
2. تقاوم الملوحة وتعيش في رقم هيدروجين ما بين /8-2/PH أي تقاوم الحموضة، وتقاوم الجفاف.
3. يتكاثر بشكل كبير ويجتاح المواقع الرطبة، ويدوم أكثر من الأنواع الأخرى.
4. يزرع بشكل فسائل وشتلات جذعية، أو كتل من القصب.
5. يمكن وضع حتى عشرة شتول صغيرة أو (مقطوعة) لكل 1 م2 من الحوض.
6. وقت الزراعة: يفضل في الربيع أو أوائل الصيف ويمكن كذلك أن يزرع في الخريف.
7. الزراعة: عند الزراعة تكون المياه عالية في الحوض ومن ثم يتم تخفيضها تباعا وتقوم الجذور بالامتداد واللحاق بالماء نحو الأسفل .الشكل (2-8-3-1-1) يوضح أعمال ردم بطبقة البحص العلوية وغرس الفسائل.
8. يجب أن لا يكون الإنبات مكتظاً حتى نسمح بحدوث التمثيل الضوئي.
9. الحصاد الدوري: يمكن أن يعطي فوائد محدودة (مفيد للتخلص من النترات التي يمتصها أو بعض المعادن)

ملاحظة:

- التيفا (Cattails) تعيش في المياه حتى عمق (15) سم وجذورها في التربة حتى (30) سم. 
Rushes)- bull) حتى (25-5) سم في الماء وعمق الجذور في التربة حتى (76) سم.
الشكل (2-8-3-1-1) أعمال ردم طبقة البحص العلوية والفسائل

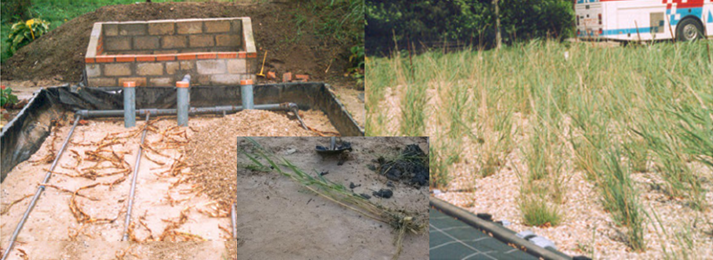
الشكل(2-8-3-1-1)أعمال ردم طبقة البحص العلوية والفسائل

2 - 8 - 4. بناء محطة المعالجة بالنباتات ذات التدفق ضمن مادة وسيطة في الشتاء.
1. اختيار النباتات المناسبة للطقس البارد هام وأكثر حساسية منه للطقس الحار.
2. بعض الدراسات تقول أن بعض النباتات المزروعة في الأراضي الرطبة يمكن أن تعزز الأكسدة من الأوكسجين الناتج عن الجذور لإزالة BOD .[1][5]
3. بعض أنواع النباتات المستعملة يمكن أن تعطي غطاء نباتي يعطي عزل أثناء فترة الشتاء القاسية الشكل (2-8-4-1) يوضح وضع النباتات في الأراضي الرطبة في فصل الشتاء ونلاحظ جفاف القصب وبقاء الكاركس مخضراً.

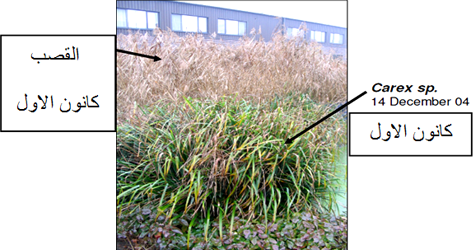
الشكل (2-8-4-1) يوضح وضع النباتات في موسم الشتاء
2 - 8 - 5. بناء محطة معالجة بالنباتات بدون مادة وسيطة.
1. الجذور تمتد في الماء وتأخذ الغذاء منه، والجذور متوسطة الترشيح والامتزاز للمواد المعلقة.
2. البكتيريا متوسطة النمو على الجذور.
3. يمكن أن يحدث حالات لا هوائية وتموت الطحالب.
4. كمية انحلال الهواء في الماء غير معتبر.
5. أشعة الشمس لا تدخل إلى الماء لوجود أوراق نباتات الأراضي الرطبة /هيدروفيت/

2 - 9. أداء الأراضي الرطبة.

2 - 9 - 1. الأراضي الرطبة ذات التدفق الأفقي .(Subsurface Horizontal Flow).
- كفاءة إزالة BOD5 <%80.
- كفاءة إزالة المعلقات > 90%.
- كفاءة إزالة النيتروجين الكلي (10%-95%).
- كفاءة إزالة الفوسفور الكلي 30% وفي حال إضافة الحديد ترتفع النسبة إلى 90%.

2 - 9 - 2. الأراضي الرطبة ذات التدفق الشاقولي. (Subsurface Vertical Flow).*
- كفاءة إزالة BOD5 89%.
- كفاءة إزالة COD 80%.
- النيتروجين الكلي < من 5% (مردود جيد).
- كفاءة إزالة كلدال- نتروجين 69%
- كفاءة إزالة الفوسفور الكلي - 48%.و إذا أضفنا الحديد تصبح 89%.

2 - 10. أداء الأراضي الرطبة في الجو البارد.
- الأراضي الرطبة تعمل بشكل جيد في الطقس البارد مع الأخذ في الاعتبار انخفاض مردود العمليات البيوكيميائية التي تحدث وتأثيرها على ابعاد المحطة.
- لا تحدث نترجة خلال فصل الشتاء.
- ينخفض معدل إزالة الفوسفور.

وُيعمد إلى الاستراتيجيات التالية في الأراضي الرطبة في الجو البارد:
- الطبقة العلوية ستتجمد في الشتاء وتعمل كطبقة عازلة ويعمل الجليد كطبقة عازلة أيضا تحمي النظام.(يجب أن يكون عمق الطبقات أكبر من 60 سم). والتجمد وذوبان التجمد يشكل طبقة هوائية عازلة تحت الجليد.
- يمكن قطع النباتات ورميها فوق الأراضي الرطبة قبل هطول الثلوج فتشكل طبقة عازلة يجب رفعها قبل الربيع.
- يمكن وضع طبقة عازلة من طبقة اكسترودد /extruded/ من البوليسترين أو 30 سم من القش أو من السماد الطبيعي.
- يمكن استعمال أنواع من النباتات تغطي السطح في الشتاء أيضا.

2 - 11. ملاحظات هامة عن أداء الأراضي الرطبة:
1. إن الأراضي الرطبة تصمم يتم بناء على معادلات مدروسة ولهذا أي دراسة تهمل الأخذ بالمعطيات يواجه المصمم خطر التصميم وفق معطيات مغلوطة أو غير موثقة.
2. في الأراضي الرطبة مناطق هوائية، ولا هوائية ولا يحسب عادة الأوكسجين المنقول من الجذور وهو مهمل بالنسبة للاحتياج الأوكسجيني اللازم. ويمكن ان نبني حوض المعالجة على مرحلتين: حوض افقي وحوض شاقولي لتحسين اداء المحطة في ازالة الملوثات، مثال: تحقيق مناطق لا هوائية.
3. الأراضي الرطبة تستطيع امتصاص جزء لا بأس به من النتروجين ولهذا يجب عمل حصاد لإزالة النتروجين المتراكم في النباتات. وفي التدفق الشاقولي النترجة يمكن أن تحدث ولكن إزالة النتروجين غير أكيدة.
4. إزالة الفوسفور أكيدة في الأراضي الرطبة ولكن الإزالة فصلية ومحدودة وقليلة بالنسبة للأحمال القادمة، وكذلك الامتصاص على المواد الصلبة محدود. الشكل (2-11-1) صور لعينات دخول وخروج لمحطة تعمل بالأراضي الرطبة في الكويت.

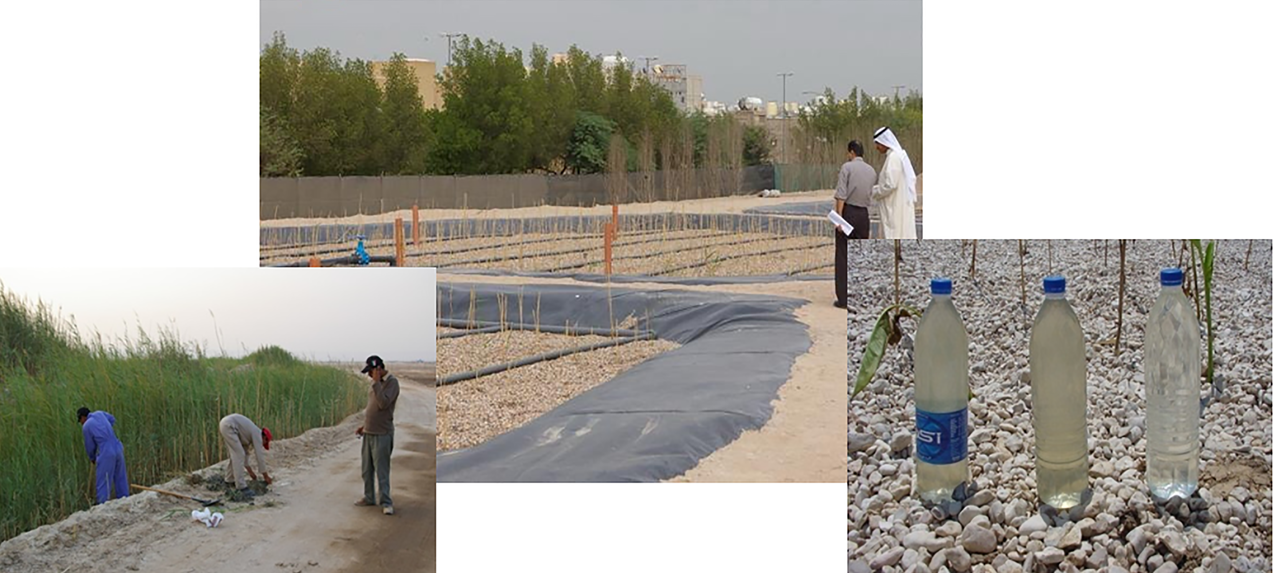
الشكل (2-11-1) صور لمحطة تعمل بالأراضي الرطبة في دولة الكويت مع عينات دخول وخروج
```
ونلاحظ أن توزيع مياه الصرف قد تم على سطح البحص. من (Janisch& Schulz mbH)
```

2 - 12. إزالة المعادن الثقيلة والجراثيم في الأراضي الرطبة:

- المعادن الثقيلة: 

يتم امتزاز أملاح المعادن الثقيلة في أول متر في الأرض أما الجراثيم والبكتريا فتتوقف في التربة (كما يمكن أن تسير عدة أمتار وذلك حسب نوع التربة). فالمعادن تمتز في التربة وتترسب أيضاً ترسيب طبيعي، كما أن الكادميوم يتراكم في النبات وهو يمكن أن يضر الإنسان والحيوان وخصوصا الجهاز الكلوي.
- الجراثيم:

إن النشاط الحيوي للنباتات يفرز منتجات كيماوية إلى الوسط الخارجي تدعى المستقبلات تعمل عمل المضادات الحيوية فتبيد جزء من الجراثيم الممرضة وبعض الفطور والنباتات الدنيا ولكن هذه الخصائص المبيدة غير مدروسة بشكل متكامل.